# Brauerei Zum weißen Löwen (Mack)

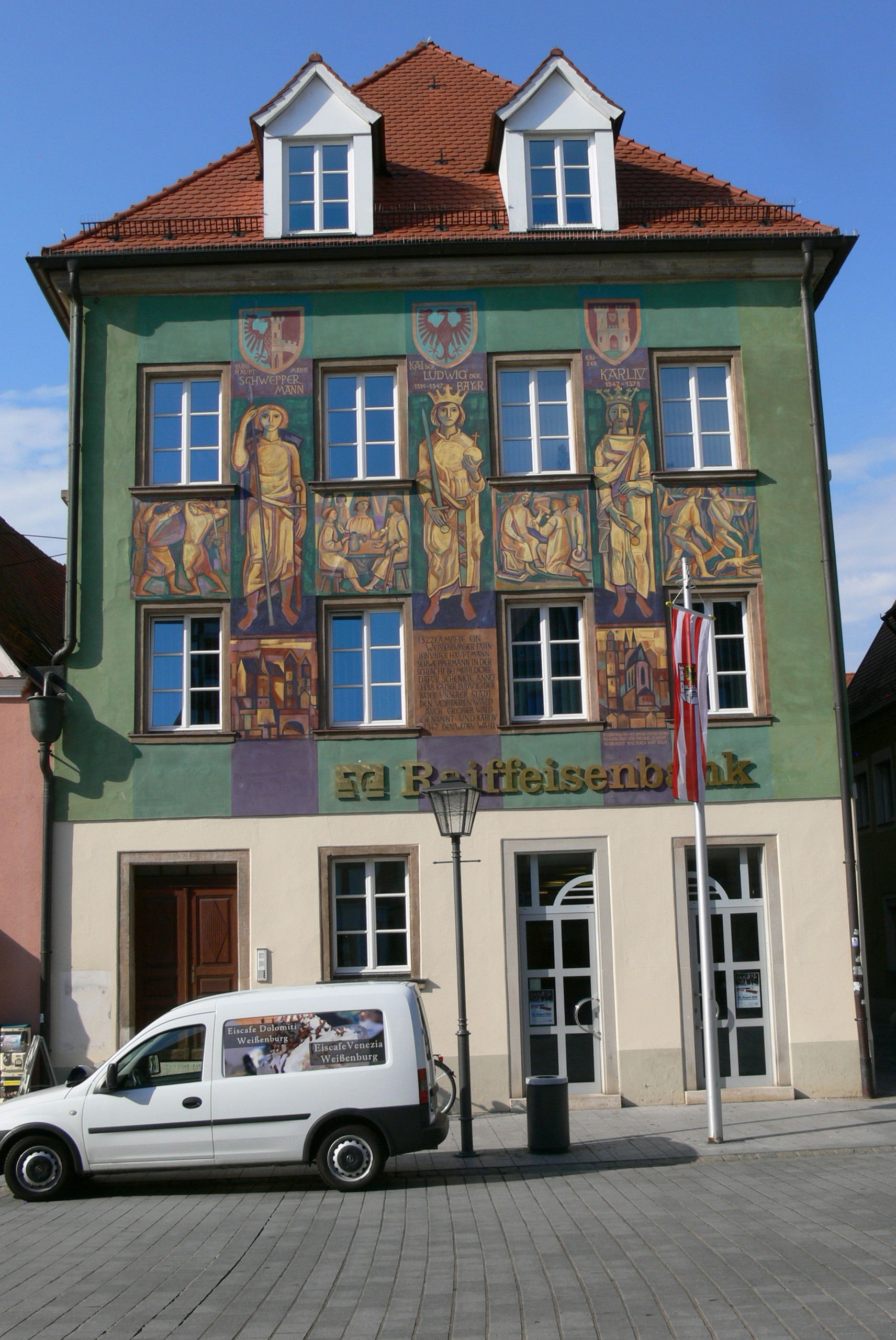
Luitpoldstraße 13

Zum weißen Löwen war eine Brauerei in Weißenburg in Bayern, einer Großen Kreisstadt im mittelfränkischen Landkreis Weißenburg-Gunzenhausen. Die Brauerei war in der Luitpoldstraße 13 beheimatet. Nach der Fusion mit der Brauerei Zur blauen Traube wurde an gleicher Stelle die Brauerei Mack & Michel betrieben.

## Geschichte

### Mack
Bereits vor 1600 war auf dem Haus Luitpoldstraße 13 ein Braurecht, ein eigenes Brauhaus entstand im Jahr 1820. Ab 1855 betrieb die Familie Mack die Brauerei. Bis 1885 leitete Julius Mack die Geschicke, bis 1895 Elisa Paulina Mack und ab 1895 Wilhelm Mack. Da die Brauerei so florierte ließ Wilhelm Mack 1896 hinter dem Haupthaus, an der Heigertgasse, ein neues Sudhaus bauen.

### Mack & Michel
1920 fusionierte die Brauerei Mack mit der Brauerei Zur blauen Traube (Michel) zur Firma Mack & Michel, der gemeinsame Braubetrieb wurde im Sudhaus der Brauerei Mack an der Heigertgasse weitergeführt bis 1987 der Braubetrieb eingestellt wurde.

## Sommerkeller
Die genaue Entstehungszeit des Mack-Kellers ist nicht bekannt. Der Sommerkeller wurde am Ende der alten Eichstätter Straße bis 1922 betrieben. 1906 wurde der sogenannte Bärenkeller vom Gasthaus Schwarzer Bär an der neuen Trasse der B 13 (Eichstätter Straße) erworben. 1922 wurde Mack-Keller in den Bärenkeller verlegt, 1936 der Gaststättenbetrieb eingestellt.